# Де ла Шапель
Де ла Шапель (швед. De la Chapelle) — дворянский род.
Высочайшим указом, от 13 / 25 марта 1856 года, действительный статский советник Альбрехт-Фридрих-Ричард Фридрихович де-ла-Шапель (1785—1859) возведен, с нисходящим его потомством, в баронское достоинство Великого Княжества Финляндского.
Род его внесен, 27 апреля / 9 мая 1857 года, в матрикул Рыцарского Дома Великого Княжества Финляндского, в число родов баронских, под № 39.